# De piraten van hiernaast: De ninja's van de overkant
De piraten van hiernaast: De ninja's van de overkant is een Nederlandse jeugdfilm uit 2022 van Pim van Hoeve. De film is de opvolger van De piraten van hiernaast en wederom gebaseerd op de boeken van Reggie Naus. 

## Verhaal
Mia Katana weet het zwaard der elementen te bemachtigen. Omdat ze niet wil dat Ken Susake en zijn bende haar achterna komen, gaat ze in Zandwijk aan zee wonen, tegenover het piratenschip van Hector Donderbus. Niemand zal ninja's zoeken bij hun grootste vijand: de piraten.
Hector Donderbus vertrouwt Mia niet en wil haar en haar dochter zo snel mogelijk weg hebben, omdat ninja's niets goeds van plan kunnen zijn. Hij gaat te rade bij zijn aartsvijand Knokige Krelis. Die besluit de aartsvijand van Mia in te schakelen: Ken Susake. Wat Krelis niet weet is dat hij de vader is van Mia's dochter.

## Rolverdeling
| Acteur                 | Personage          |
| ---------------------- | ------------------ |
| Matti Stooker          | Michiel Brugman    |
| Samuel Beau Reurekas   | Billy Donderbus    |
| Celeste Holsheimer     | Elizabeth Daandels |
| Kyana Raine Pacis      | Yuka Katana        |
| Egbert Jan Weeber      | Hector Donderbus   |
| Sarah Janneh           | Betsie Donderbus   |
| Peter van Heeringen    | Opa Donderbus      |
| Tygo Gernandt          | Knokige Krelis     |
| Jung Sun den Hollander | Mia Katana         |
| Nyncke Beekhuyzen      | Yvonne Brugman     |
| David Lucieer          | Robert Brugman     |
| Sytske van der Ster    | Buurvrouw Daandels |
| Bert Hana              | Buurman Daandels   |